# Mügeln
Mügeln est une ville de Saxe (Allemagne), située dans l'arrondissement de Saxe-du-Nord, dans le district de Leipzig.

## Géographie
Les villes voisines sont Oschatz (9 km), Döbeln (15 km) et Wermsdorf (12 km).

## Quartiers
| - Mügeln - Ablaß - Baderitz - Berntitz - Gaudlitz - Glossen - Grauschwitz - Kemmlitz - Lichteneichen - Lüttnitz | - Mahris - Nebitzschen - Neubaderitz - Neusornzig - Niedergoseln - Ockritz - Oetzsch - Paschkowitz - Pommlitz - Poppitz | - Querbitzsch - Remsa - Schlanzschwitz - Schleben - Schweta - Seelitz - Sornzig - Wetitz - Zävertitz - Zschannewitz |

## Personnalités
- Hermann Mulert (1879-1950), théologien protestant allemand, mort à Mügeln.

## Jumelage
- Bodman-Ludwigshafen (Allemagne) depuis 2000

## Incident xénophobe
En août 2007, Mügeln a reçu l'attention des médias internationaux (surtout anglophones) à la suite d'un incident (la Hetzjagd von Mügeln) survenu le 19 août 2007 au cours duquel huit hommes indiens ont été pourchassés et attaqués par une cinquantaine de jeunes Allemands proférant des slogans xénophobes.

## Source
Les versions anglaise et allemande de Wikipédia.